# Otto/Novecento
Otto/Novecento è  una rivista quadrimestrale di Letteratura italiana relativa ai secoli XIX e XX, fondata nel 1977 da Umberto Colombo, e attualmente diretta dal professor Giuseppe Farinelli dell'Università Cattolica di Milano.
Ha sede presso il Dipartimento di Italianistica e Comparatistica, Largo A. Gemelli 1, 20123 Milano.
Del Comitato scientifico fanno ed hanno fatto parte affermati studiosi quali Giorgio Barberi Squarotti, Angelo Colombo, Salvatore Nigro, Silvio Ramat, Giuseppe Savoca, per non citare che i più noti.